# Osteocephalus verruciger
Osteocephalus verruciger és una espècie de granota que es troba a Colòmbia i l'Equador.